# 顾静徽
顾静徽（1900年7月1日—1983年10月30日），或作顾静薇，女，江苏嘉定（今属上海）人，中国物理学家、物理教育家，中国近代史上第一位女性物理学博士，研究领域为光谱学。顾静徽培养了许多优秀人才，其中包括知名物理学家吴健雄、两弹一星科学家郭永怀。

## 生平
1900年，顾静徽出生于江苏嘉定县（今属上海市）。她先后就读于嘉定小学、江苏省立师范学校，1920年考入上海大同学院，成为胡刚复的学生。1923年，她考取留美公费生，进入美国康奈尔大学文理学院，1926年获学士学位。1928年，获得耶鲁大学硕士学位，同年进入密西根大学研究院，导师是理论物理学家戴维·丹尼森研究光谱学。1929年成为美国物理学会会员，1931年获物理学博士学位。
1931年，顾静徽回国，历任南开大学、大同大学物理系教授，中央研究院物理研究所兼任研究员。1938年至1939年在德国柏林威廉皇帝物理研究所任客座自然科学家。1940年回国，任唐山交通大学物理学教授。1946年回大同大学任教。1947年任职于上海国立编译馆。1949年至1952年9月又任教于大同大学。此后，一直担任北京钢铁学院（今北京科技大学）教授。

## 家庭
1940年8月，顾静徽与施汝为结婚，二人育有一子施雁旸，后来成为电子学家。